# Pena de morte em Portugal
Portugal foi o primeiro Estado soberano moderno da Europa  a abolir a pena de morte. Antes de Portugal a pena de morte foi abolida no Grão-Ducado da Toscana (1786).

## Cronologia
- 1852: Abolida para crimes políticos (artigo 16.º do Ato Adicional à Carta Constitucional de 5 de Julho, sancionado por D. Maria II).[1]
- 1867: Abolida para crimes civis, exceto por traição durante a guerra, em julho em 1867 (Lei de 1 de julho de 1867).[2] A proposta partiu do ministro da Justiça Barjona de Freitas, sendo submetida à discussão na Câmara dos Deputados, onde teve oposição do deputado Manuel Carvalho. Transitou depois à Câmara dos Pares, onde foi aprovada. Mas a pena de morte continuava no Código de Justiça Militar. Em 1874, quando o soldado de infantaria nº 2, João Borda, assassinou o alferes Manuel Bernado Beirão, levantou-se grande discussão sobre a pena a aplicar.
- 1870: Abolição nas províncias ultramarinas: por via de decreto com força de lei, onde se declarava expressamente que é «abolida a pena de morte nos crimes civis em todas as províncias ultramarinas.[3]
- 1911: Abolição para todos os crimes, incluindo os militares,[4] consagrada na primeira Constituição da República Portuguesa, de agosto de 1911.[5]
- 1916: Readmitida a pena de morte para traição em tempo de guerra: por motivo da entrada de Portugal na Primeira Grande Guerra, a garantia constitucional foi alterada, por força da Lei n.º 635, de 28 de Setembro de 1916, que definiu o regime de exceção: «quanto à pena de morte, somente o caso de guerra com país estrangeiro, em tanto quanto a aplicação dessa pena seja indispensável, e apenas no teatro da guerra»[6]
- 1976: Abolição total, pela Constituição da República Portuguesa de 1976.[7]

## Últimas execuções

### João Ferreira de Almeida
A última aplicação da pena de morte em Portugal ocorreu durante a Primeira Guerra Mundial, em França. O soldado João Ferreira de Almeida, do Corpo Expedicionário Português, então com 23 anos e natural do Porto, após cerca de sete semanas na linha da frente nas trincheiras, no teatro de guerra da Flandres, tentara passar-se para o inimigo, sendo condenado em tribunal de guerra à pena de morte por crime de traição à pátria e executado no lugar de Picantin, perto de Laventie, na região de Pas-de-Calais, a 16 de Setembro de 1917. O seu corpo está enterrado no cemitério militar português de Richebourg, juntamente com outros 1 831 combatentes.
No centenário dessa última execução, a 16 de Setembro de 2017, e no quadro das celebrações da abolição da pena de morte e do centenário da 1.ª Guerra Mundial, foi divulgada no site da Presidência da República uma mensagem, que será publicada na II série do Diário da República, na qual o Presidente da República Portuguesa Marcelo Rebelo de Sousa, na qualidade de Comandante Supremo das Forças Armadas Marcelo Rebelo de Sousa "associa-se à reabilitação moral do Soldado João Ferreira de Almeida", possibilitando "a reabilitação da memória de um soldado condenado a pena contrária aos direitos humanos e aos valores e princípios há muito enraizados na sociedade portuguesa, pena essa que seria hoje insuscetível de aplicação à luz da Constituição da República Portuguesa vigente".
Concretizou-se assim, uma antiga pretensão da Liga dos Combatentes, permitindo que o soldado João Almeida passasse a integrar a memória colectiva de todos os soldados, aos quais se presta tributo e homenagem por ocasião das celebrações do Centenário da Primeira Grande Guerra.
Por deliberação do Conselho de Ministros, o gesto de reabilitação moral não implica "nem a reapreciação dos factos ou dos fundamentos da condenação, nem o fundamento de uma indemnização ou perdão de pena", mantendo-se o processo jurídico intacto, pretendendo fazer-se tão somente "a prática de um ato simbólico e humanitário".

### Outros casos
A última execução conhecida em território português foi em 22 de Abril de 1846, em Lagos de José Joaquim, de alcunha “o Grande” que matou a criada do padrinho a tiro. 
Remonta a 1 de julho de 1772 a última execução de uma mulher (Luísa de Jesus). 
A penúltima e última execuções por enforcamento foram as de Manuel Pires, de Vila da Rua - Moimenta da Beira, a 8 de Maio de 1845 e de José Maria, conhecido pelo "Calças", no Campo do Tabolado, em Chaves, a 19 de Setembro de 1845.

## Lei atual
Atualmente, a pena de morte é um ato proibido e ilegal segundo o Artigo 24.º alínea 2 da Constituição Portuguesa.